# Werner Müller (Fußballspieler, Juni 1926)
Werner Müller (* 2. Juni 1926) ist ein ehemaliger deutscher Fußballspieler.
Für den 1. FSV Mainz 05 spielte der Mittelfeldspieler 1949/50 in der Oberliga Südwest. Die Spielzeit 1950/51 absolvierte er für Preussen Krefeld in der II. Division, in der er an der Seite des 15-maligen Torschützen Heinz Jansen in 24 Zweitligaspielen auflief. Die folgende Saison spielte Müller in der Oberliga Süd für die Stuttgarter Kickers. Bei den Blauen vom Degerloch spielte er an der Seite von Leistungsträgern wie Johannes Herberger, Siegfried Kronenbitter und Reinhold Jackstell als Ergänzungsspieler in acht Ligaspielen. Danach wechselte er zum Amateur-Oberligisten Eintracht Braunschweig, wo er ab März 1953 spielberechtigt war. Noch im Sommer desselben Jahres schloss er sich dem SSV Reutlingen an. In der Oberligasaison 1954/55, nach dem Wiederaufstieg, spielte Müller mit diesem Verein in der Oberliga Süd und wurde mit den Reutlingern in dieser Liga Vizemeister. Deshalb nahm er mit dem SSV an der Qualifikationsrunde der Endrunde um die deutsche Meisterschaft 1955 teil. Dort spielte Müller sowohl bei der 0:3-Niederlage gegen den SV Sodingen in der ersten Qualifikationsrunde als auch in der zweiten Qualifikationsrunde bei der 1:2-Niederlage gegen Wormatia Worms. Im Anschluss spielte er in der II. Division 1955/56 für den KSV Hessen Kassel. In der anschließenden Spielzeit war er für den VfB Helmbrechts aktiv.